# میل آن ساندی
میل آن ساندی یک روزنامه محافظه کار بریتانیایی است که در قالب روزنامه نیم‌قطع منتشر می‌شود. این روزنامه در سال ۱۹۸۲ توسط لرد روترمور تأسیس شد، میل آن ساندی پرفروش‌ترین روزنامه یکشنبه در بریتانیا است. روزنامه خواهرش، دیلی میل، اولین بار در سال ۱۸۹۶ منتشر شد.
در ژوئیه ۲۰۱۱، پس از بسته شدن نیوز آو د ورلد، میل آن ساندی ۲٫۵ میلیون نسخه در هفته فروخت و همین میل آن ساندی را به پرفروش‌ترین روزنامه یکشنبه بریتانیا تبدیل کرد - اما تا سپتامبر این رقم به کمتر از ۲ میلیون نسخه کاهش یافت. مانند دیلی میل، این روزنامه متعلق به دیلی میل و جنرال تراست (دی‌ام‌جی‌تی) است، اما هیئت تحریریه این دو روزنامه کاملاً از هم جدا هستند. در دسامبر ۲۰۱۶ میانگین تیراژ هفتگی ۱٬۲۸۴٬۱۲۱ نسخه بود. این عدد تا دسامبر ۲۰۲۲ به ۶۷۳۵۲۵ نسخه کاهش یافت. در آوریل ۲۰۲۰، انجمن ویراستاران اعلام کرد که میل آن ساندی برنده روزنامه یکشنبه سال ۲۰۱۹ شد.

## تاریخچه
میل آن ساندی در ۲ مه ۱۹۸۲ در پی ارتقاء دیلی میل راه اندازی شد، اولین مطلبی که در صفحه اول خود درج کرد بمباران نیروی هوایی سلطنتی در فرودگاه استنلی در جزایر فالکلند بود. مالک روزنامه دیلی میل و جنرال تراست (دی‌ام‌جی‌تی) در ابتدا خواهان تیراژ ۱٫۲۵ میلیون بود. در هفته ششم راه اندازی، فروش آن به ۷۰۰۰۰نسخه رسید. در اولین صفحه پشتی میل آن ساندی گزارشی از لیسبون در مورد مسابقات قهرمانی جهان هاکی روی غلتک منتشر شد، هر چند هنگام برگزاری مسابقه آرژانتین در کشاکش جنگ فالکلند با بریتانیا بود.
لرد روترمر که آن زمان مالک میل آن ساندی بود، دیوید انگلیش را به عنوان سردبیر دیلی میل تعیین کرد تا با گروهی از روزنامه نگاران جدید، روزنامه میل را دوباره طراحی و راه اندازی کنند. سردبیر بعدی روزنامه استوارت استیون بود. تیراژ روزنامه در آن‌زمان از حدود یک میلیون به کمتر از دو میلیون ارتقاء یافت. ویراستاران بعدی جاناتان هولبورو، پیتر رایت و جوردی گریگ بودند که در سپتامبر ۲۰۱۸ سردبیر دیلی میل شدند. در سال ۲۰۲۱ وریتی دیلی میل را ترک کرد و معاونش دیوید دیلون جایگزین او شد.
در همه‌پرسی عضویت بریتانیا در اتحادیه اروپا در سال ۲۰۱۶، این روزنامه، برخلاف همتای خود، به صراحت از کمپین باقی ماندن در اتحادیه اروپا حمایت کرد.

## جنجال‌ها
در ژانویه ۲۰۲۰ روزنامه میل ساندی به دلیل مقاله نادرستی که در ماه مه ۲۰۱۷ درخصوص یکی از مقامات سابق شورای شهر راچدیل منتشر کرد، ۱۸۰ هزار پوند به عنوان غرامت پرداخت نمود. این مقاله به دروغ ادعا کرده بود که مقام سابق شورای شهر مجوز تاکسی را برای رانندگان درگیر در سوء استفاده جنسی از کودکان شهر صادر کرده است.
در فوریه ۲۰۲۱ دادگاه عالی روزنامه میل ساندی را به دلیل انتشار نامه‌ای که دوشس ساسکس برای پدرش ارسال کرده بود، به دلیل شکایت از این اقدام غیرقانونی، ۱٫۵ میلیون پوند جریمه کرد و دستور داد که در صفحه اول از اقدام انجام شده عذرخواهی شود.

## بخش‌ها
- شما: مجله شما یک مجله زنانه است که در روزنامه میل ساندی چاپ می‌شود. این شامل مد، توصیه‌های زیبایی، مشاوره در مورد سلامت و روابط، دستور العمل‌های غذا و صفحات داخلی است. خوانندگان هفتگی آن ۵٫۳ میلیون نفر است.[۱۲]
- رویداد: این مجله شامل مقالاتی در زمینه هنر، کتاب و فرهنگ است و مروری بر رسانه‌ها و سرگرمی‌ها و مصاحبه با شخصیت‌های این بخش دارد.
- ورزش یکشنبه: یک بخش ۲۴ صفحه ای جداگانه که توسط آلیسون کروین ویرایش می‌شود. این بخش شامل پوشش بازی‌های لیگ برتر و لیگ فوتبال در روز یکشنبه و لیگ بین‌المللی فوتبال، مسابقات اتومبیل‌رانی و بسیاری از ورزش‌های دیگر است. ستون نویسان این بخش عبارتند از: استوارت برود و گلن هادل.
- نامه مالی یکشنبه: اکنون بخشی از مقاله اصلی است، این بخش شامل شرکت پست مالی است که بر مشاغل کوچک تمرکز دارد.
- میل آن ساندی ۲: این بخش شامل انصراف درخصوص بررسی‌ها، شامل مقالاتی در مورد هنر، کتاب و فرهنگ است و شامل بررسی رسانه‌ها و سرگرمی‌ها، و مصاحبه با شخصیت‌های بخش، دارایی، سفر و سلامت است.
- کارتون‌هایی از جمله داستان مصور و بادام زمینی‌ها.

## ویراستاران
۱۹۸۲: برنارد شریمزلی
۱۹۸۲: دیوید انگلیسی
۱۹۸۲: استوارت استیون
۱۹۹۲: جاناتان هالبورو
۱۹۹۸: پیتر رایت
۲۰۱۲: جوردی گریگ
۲۰۱۸: تد وریتی
۲۰۲۱: دیوید دیلون